# Maunski kanal
Maunski kanal je morski kanal v Jadranskem morju. Poimenovan je po otoku Maunu, ki ga skupaj z otokom Škrdo omejuje s severozahodne strani, na severozahodni strani pa ga omejuje otok Pag od rta Mišnjak do rta Zaglav. Kanal se razteza v smeri severozahod - jugovzhod. Na severozahodu preide v Mali Kvarner, na jugu pa se zaključi takoj pri otočku Veliki Brušnjak.